# Ronde Island

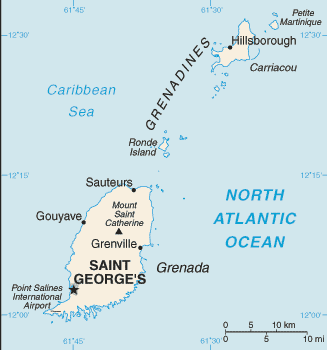
Lägeskarta över Ronde Island

Ronde Island (även Île de Ronde) är en liten ö i ögruppen Grenadinerna bland de södra Små Antillerna i Karibiska havet i Västindien. Ön tillhör Grenada.

## Geografi
Ronde Island ligger cirka 9 km nordöst om huvudön Grenada och cirka 20 km sydväst om ön Carriacou Island. Den obebodda ön är av vulkaniskt ursprung och har en areal om cirka 8,1 km² med en längd på cirka 3 km och cirka 1,5 km bred.
Ön saknar flygplats.
Ronde Island omges av några småöar med Diamond Island i norr, Les Tantes i öst, Caille Island och London Bridge Island i söder och cirka 8 km väster om ön ligger även den aktiva undervattensvulkanen Kick'em Jenny.

## Historia
2004 föreslogs Ronde Island tillsammans med hela Grenadinerna som kandidat (tentative) till Unescos världsarvslista.
I oktober 2007 bjöds ön ut till försäljning för $ 100 000 000 USD vilket placerar ön bland de dyraste och de största öarna som är till salu.